# Konståkning vid olympiska sommarspelen 1908 – Herrarnas specialprogram
- Hölls 29 oktober 1908 i Prince's Skating Club Montpelier Square.

Det var tre deltagare från två nationer.

## Resultat
| Plats | Utövare           | Totalpoäng |
| ----- | ----------------- | ---------- |
| 1     | Nikolai Panin     | 43,8       |
| 2     | Arthur Cumming    | 32,8       |
| 3     | Geoffrey Hall-Say | 20,8       |

Huvuddomare:
- Herbert G. Fowler

Domare:
- Henning Grenander
- Edvard Hörle
- Gustav Hügel
- Georg Sanders
- Hermann Wendt